# Buhoci
Buhoci é uma comuna romena localizada no distrito de Bacău, na região de Moldávia. A comuna possui uma área de 50.61 km² e sua população era de 4994 habitantes segundo o censo de 2007.